# Губдін
Губдін (узб. G’ubdin, Ғубдин) — міське селище в Узбекистані, у Каршинському районі Кашкадар'їнської області.
Статус міського селища з 2009 року.